# 麛皮
麛皮（?—?），战国时期赵国人物。传世文献没有记载，马王堆汉墓出土的《战国纵横家书》第27章记载了他的事迹。
公元前353年（周显王十六年、魏惠王十七年、楚宣王十七年、赵成侯二十二年），魏国围攻赵国邯郸。赵成侯派麛皮向楚国求救，楚国昭奚恤同意出兵。麛皮回国后，向赵成侯说楚国不可信，建议赵国向魏国割地求和。赵成侯不听。最后邯郸被攻克，楚国才出兵。田齐通过这场战争，围魏救赵，取得了桂陵之战的胜利。